# Das Zittern des Fälschers
Das Zittern des Fälschers (Originaltitel The Tremor of Forgery) ist ein Roman der amerikanischen Schriftstellerin Patricia Highsmith. Er handelt von einem Schriftsteller, dessen Leben und Wertvorstellungen bei einem Aufenthalt in Tunesien ins Wanken geraten. Der Roman entstand im Anschluss an eine Tunesienreise der Autorin zwischen Dezember 1966 und März 1968. Veröffentlicht wurde er 1969 vom Londoner Verlag William Heinemann und leicht verändert vom New Yorker Verlag Doubleday. Die erste deutsche Übersetzung von Anne Uhde erschien 1970 leicht gekürzt gegenüber der amerikanischen Ausgabe im Züricher Diogenes Verlag. Die ungekürzte Neuübersetzung von Dirk van Gunsteren aus dem Jahr 2002 folgte der englischen Erstausgabe.

## Inhalt
In Tunis wartet der 34-jährige amerikanische Schriftsteller Howard Ingham auf die Ankunft seines Landsmannes John Castlewood. Für den bekannten Filmregisseur soll Ingham ein Drehbuch für einen Film Trio schreiben, der ein Beziehungsdreieck zum Thema hat. Doch Ingham wartet Tage und Wochen vergeblich, bis er durch einen Brief seiner Freundin Ina erfährt, dass sich Castlewood das Leben genommen hat. Verstört von der Nachricht, aber noch viel mehr von der Andeutung einer Affäre zwischen Ina und Castlewood, schiebt Ingham seine Rückreise nach New York hinaus. Er mietet einen Bungalow in Hammamet und führt die Arbeiten an seinem Roman Das Zittern des Fälschers fort, dessen ambivalente Hauptfigur, ein Betrüger, der mit seinem erschlichenen Vermögen Gutes tut, sich gegen die vorschnelle Einordnung in ein Gut-Böse-Schema sperrt.
In Hammamet trifft Ingham zwei Männer. Francis J. Adams ist ein 50-jähriger Landsmann aus Connecticut, dessen Lebensinhalt aus eigenproduzierten propagandistischen Radiosendungen über den American Way of Life besteht, die angeblich von ominösen Geldgebern aus Moskau finanziert werden. Wegen seiner Predigten über „Our Way of Life“ nennt ihn Ingham insgeheim bald nur noch „OWL“ (in der Neuübersetzung „WULST“ für „Werte und Lebensstil“). Der dänische Maler Anders Jensen hingegen ist ein Bohèmien. Seine homosexuellen Avancen verschrecken Ingham anfänglich, doch bald fühlt er eine Seelenverwandtschaft zu dem Dänen. Ihm kann er auch als Einzigem einen nächtlichen Zwischenfall anvertrauen: Abdullah, ein alter tunesischer Kleinkrimineller, dringt in Inghams unverschlossenen Bungalow ein. Dieser gerät in Panik und wirft mit dem erstbesten Gegenstand, dessen er habhaft wird, nach dem Eindringling: seiner Schreibmaschine. Der Tunesier wird am Kopf getroffen und bleibt reglos am Boden liegen, bis ihn die Hotelboys wegschleifen. 
Die Tat wird vertuscht und hat für Ingham keinerlei Konsequenzen. Halbherzig forscht er nach dem Verbleib des Alten, doch stößt er bei den Einheimischen nur auf eine Mauer des Schweigens. Abdullah jedenfalls taucht nicht wieder auf. Für Jensen hat das Leben eines kriminellen Arabers keine Bedeutung. Ihn bekümmert vielmehr das Verschwinden seines Hundes Hasso, der bereits mehrfach Opfer von Tierquälerei geworden ist. Seine Wut reagiert er in Bildmotiven von aufgeschlitzten Arabern ab. Adams hingegen redet Ingham ins Gewissen. Er ahnt dessen Verstrickung in den nächtlichen Zwischenfall und will ihn zu einem aufrichtigen Geständnis bewegen. Ingham verlässt seinen Bungalow und zieht in das Haus Jensens, nicht zuletzt, um den Nachforschungen seines Landsmannes zu entgehen. Doch als ihn seine Freundin Ina besucht, wickelt Adams diese ein, bis auch sie an Inghams Gewissen appelliert. Ina kann die Veränderung, die mit ihrem Freund in Tunesien geschehen ist, nicht verstehen. In Ingham, der ihr ungeachtet der Affäre mit Castlewood einen Heiratsantrag machen wollte, wächst allmählich Distanz zu Ina. Als sie abreist, weiß er, dass er sie niemals so sehr geliebt hat wie Lotte, seine geschiedene Frau.
Als sein Hund lädiert, aber lebendig wieder auftaucht, verlässt der überglückliche Jensen Tunesien und reist zurück nach Kopenhagen. Er macht Ingham das verlockende Angebot, ihn zu begleiten, doch der Schriftsteller weiß, dass er nach Amerika zurückkehren muss, um sein Leben endlich auf feste Beine zu stellen. Am Vorabend seiner Abreise nach New York erfährt er durch einen Brief von Lotte, dass diese wieder ungebunden ist und sich mit ihm treffen will. Ingham verabschiedet sich von Adams und fliegt mit neu erwachtem Lebensmut zurück in seine Heimat.

## Interpretation
The Tremor of Forgery, Patricia Highsmiths dreizehnter veröffentlichter Roman, erschien zu einem Zeitpunkt, zu dem sich die Autorin bereits mit psychologischen Kriminalromanen wie The Talented Mr. Ripley, Strangers on a Train oder The Cry of the Owl einen Namen gemacht hatte. Dennoch veröffentlichte Highsmiths amerikanischer Verlag Doubleday den Roman 1969 nicht in seiner Crime-Club-Reihe, sondern als „straight novel“, also als Literatur, die sich nicht in den Beschränkungen eines Genres bewegt. Tatsächlich lässt sich der Roman kaum als Kriminalliteratur bezeichnen. Das kriminalistische Element, die Notwehr gegenüber einem nächtlichen Einbrecher mit vermutlicher Todesfolge, wäre viel zu dünn, um einen Kriminalroman tragen zu können. Zitathafte Anspielungen auf das Genre des Kriminalromans finden sich jedoch mehrfach; so vergleicht Ingham Francis J. Adams mit Inspektor Maigret und den „englischen Ermittlern“, aber auch mit dem Ermittlungsrichter aus Dostojewskis Schuld und Sühne, Porfiri Petrowitsch. Im Ton und den Themen greift der Roman viele Elemente auf, die sich auch in den Kriminalromanen der Autorin wiederfinden.
Laut Paul Ingendaay handelt der Roman von „einer tiefgreifenden Verstörung, der zum gewohnten Highsmith-Finale lediglich die Katastrophe fehlt.“ Während sich Highsmiths Protagonisten gewöhnlich auf einer abschüssigen Strecke befinden, die sie mit zunehmendem Tempo in den Abgrund führt, gönnt die Autorin dem Schriftsteller Howard Ingham beinahe schon ein Happy End: Er kehrt unversehrt, vielleicht sogar geläutert heim nach Amerika, wo seine geliebte Exfrau Lotte wie ein Deus ex machina auf ihn wartet. Auf dem Weg dorthin weist der Roman nicht die übliche Tempoverschärfung aus, sondern zieht, wie Ingendaay es nennt, „die Zeit auseinander und macht sie durch Schilderung von Verunsicherung, Ennui und unablässig wiederholten Gesten in veränderter Qualität spürbar.“
Der unterschiedliche Begriff von Zeit zwischen der amerikanischen/westlichen Welt auf der einen und der tunesischen/arabischen Welt auf der anderen Seite ist ein ständig wiederkehrendes Motiv im Roman und symbolisiert den Gegensatz der beiden Kulturen. Der Verlust des amerikanischen und die Übernahme des tunesischen Zeitbegriffs, die an dem Amerikaner Ingham zu beobachten ist, geht einher mit einer allgemeinen Distanzierung von althergebrachten Gewohnheiten und der geheimnisvollen Faszination, die das Fremde, Unbekannte auf ihn ausübt. Der labile Ingham erfährt die Relativität von Moral und die Umwandlung seines Wertesystems, das auf den Begriffen Aufrichtigkeit, Treue und Zukunft gefußt hat. Wie seine Romanfigur, der Fälscher Dennison, erkennt er seine ihn bislang bestimmende Ethik als „Fälschung“ einer moralisch korrumpierten Gesellschaft. 
Dabei beschreibt der Roman aber keine geglückte kulturelle Assimilation. Der Blick der westlichen Protagonisten auf Tunesien bleibt bis zum Ende stets ein kolonialistischer und weitgehend xenophober, der sich etwa in zahlreichen Tiervergleichen mit der einheimischen Bevölkerung Bahn bricht. Gerade in den oft plakativen Vorurteilen entlarvt Highsmith den unterschwelligen Rassismus ihrer Figuren. Die Parallele zwischen dem Schicksal von Jensens Hund und dem alten Araber Abdullah wird zur zentralen Aussage des Buches: Der Hund, dessen Verschwinden den Einheimischen angelastet wird, kehrt am Ende zurück, während der alte Araber verschwunden bleibt: „ein unwichtiges Menschenleben in dänischen Augen verglichen mit einem dänischen Hund.“
Ein für die Autorin auch persönlich wichtiges Grundthema des Romans ist die Homosexualität. Wie viele ihrer männlichen Protagonisten hat Ingham einen latent homoerotischen Zug, doch erst in der offen homosexuellen Figur Jensen kann Highsmith Themen, die ihr am Herz lagen, explizit ansprechen: Einsamkeit, Libertinage und Diskrepanz zu bürgerlichen Moralvorstellungen. So bildet in Wahrheit auch nicht die Beziehung zwischen Ingham und Ina den erotischen Kern des Romans, sondern die gleichgeschlechtliche Gemeinschaft zwischen Ingham und Jensen, die zeitweilig unter einem Dach leben und einen platonischen Moment von Nähe in der tunesischen Wüste teilen. In einer später gestrichenen Passage des ersten Romanentwurfs begleitet Ingham Jensen nach Dänemark und erfährt dort die tolerante Aufnahme des Homosexuellen in seiner Familie, eine Erfahrung, die Highsmith in ihrem eigenen Leben niemals machte. In der Figur der Lotte, der unverdrossen geliebten Exfrau Inghams, setzte sie, wie Tagebuchaufzeichnungen und eingestreute Verweise im Roman belegen, einer eigenen Geliebten aus den 1940er Jahren namens Virginia ein Denkmal.

## Ausgaben
- Patricia Highsmith: The Tremor of Forgery. Heinemann, London 1969.
- Patricia Highsmith: The Tremor of Forgery. Doubleday, New York 1969.
- Patricia Highsmith: Das Zittern des Fälschers. Übersetzung: Anne Uhde. Diogenes, Zürich 1970. Umschlagzeichnung von Tomi Ungerer
- Patricia Highsmith: Das Zittern des Fälschers. Übersetzung: Dirk van Gunsteren. Diogenes, Zürich 2002, ISBN 3-257-06413-6.